# Camp Robin
Camp Robin is een plaats en commune in het zuiden van Madagaskar, behorend tot het district Ambohimahasoa, dat gelegen is in de regio Haute Matsiatra. Tijdens een volkstelling in 2001 telde de plaats 10.566 inwoners.
De plaats biedt enkel lager onderwijs aan. 98 % van de bevolking werkt als landbouwer. De belangrijkste landbouwproducten zijn rijst en aardappelen; andere belangrijke producten zijn pinda's en maniok. Verder is 2% actief in de dienstensector.